# Itumbiara EC
Der Itumbiara Esporte Clube, meist einfach nur Itumbiara genannt, ist ein Fußballverein  aus Itumbiara, einer rund 100.000 Einwohner zählenden Stadt ca. 200 km südlich der Hauptstadt des brasilianischen Bundesstaates Goiás, an der Grenze zu Minas Gerais. Der 1970 gegründete Verein errang 2008 erstmals die Staatsmeisterschaft von Goiás. 1979 spielten die „Giganten vom Tal“, wie sich der Verein auch gerne nennt, auch einmal auf der höchsten Leistungsstufe um die brasilianische Meisterschaft.

## Historie
1979 nahm Itumbiara zum bislang einzigen Mal an der brasilianischen Meisterschaft teil. Der Verein belegte dabei den 64. Platz unter 94 Teilnehmern. In den 1980er Jahren konnte sich der Verein in vier Spielzeiten für die Teilnahme an der nationalen zweithöchsten Leistungsstufe qualifizieren. Der erste bedeutende Titel wurde 2008 errungen, als Itumbiara in den Finalspielen um die Staatsmeisterschaft von Goiás, dem Campeonato Goiano, den Rekordtitelträger Goiás EC mit 1:0 und 3:0 besiegte.
2007 und 2008 befand sich Itumbiara auf nationaler Ebene in der dritthöchsten Spielklasse, der Série C und schaffte es dabei jeweils in die 2. Phase.
Zur Staatsmeisterschafts-Saison 2009 schloss sich der mittlerweile 31-jährige 68-fache Nationalspieler Denílson kurzfristig dem Verein an, ehe er bereits im Juni zu Xi măng Hải Phòng nach Vietnam weiterzog. Denilson fiel bei der Fußball-Weltmeisterschaft 1998 in Frankreich als Dribbeltalent auf und wurde danach kurzfristig zum seinerzeitigen „teuersten Spieler aller Zeiten“.
2009 spielte Itumbiara national in der Série D und im Copa do Brasil 2009. 2010 erfolgte der Abstieg aus der ersten Liga von Goiás und der Série D. Im Folgejahr kehrte man in die Série D zurück, musste am Saisonende aber wieder absteigen. 2012 war der Klub wieder Teilnehmer an obersten Spielklasse der Staatsmeisterschaft und nach Ende der 2013er Ausgabe wieder absteigen. 2015 kam hier die nächste Teilnahme. Im Zuge der Austragung der Staatsmeisterschaft 2016 qualifizierte Itumbiara sich wieder für die Teilnahme an der Série D 2017. Dieses gelang ihm auch 2018. Eine Rückkehr gelang bislang nicht (Stand: Série D 2022). Am Ende der Staatsmeisterschaft 2019 musste der Klub auch wieder aus der Série A der Staatsmeisterschaft absteigen. 2021 gelang der Wiederabstieg, aber auch der sofortige Wiederabstieg.

## Stadion

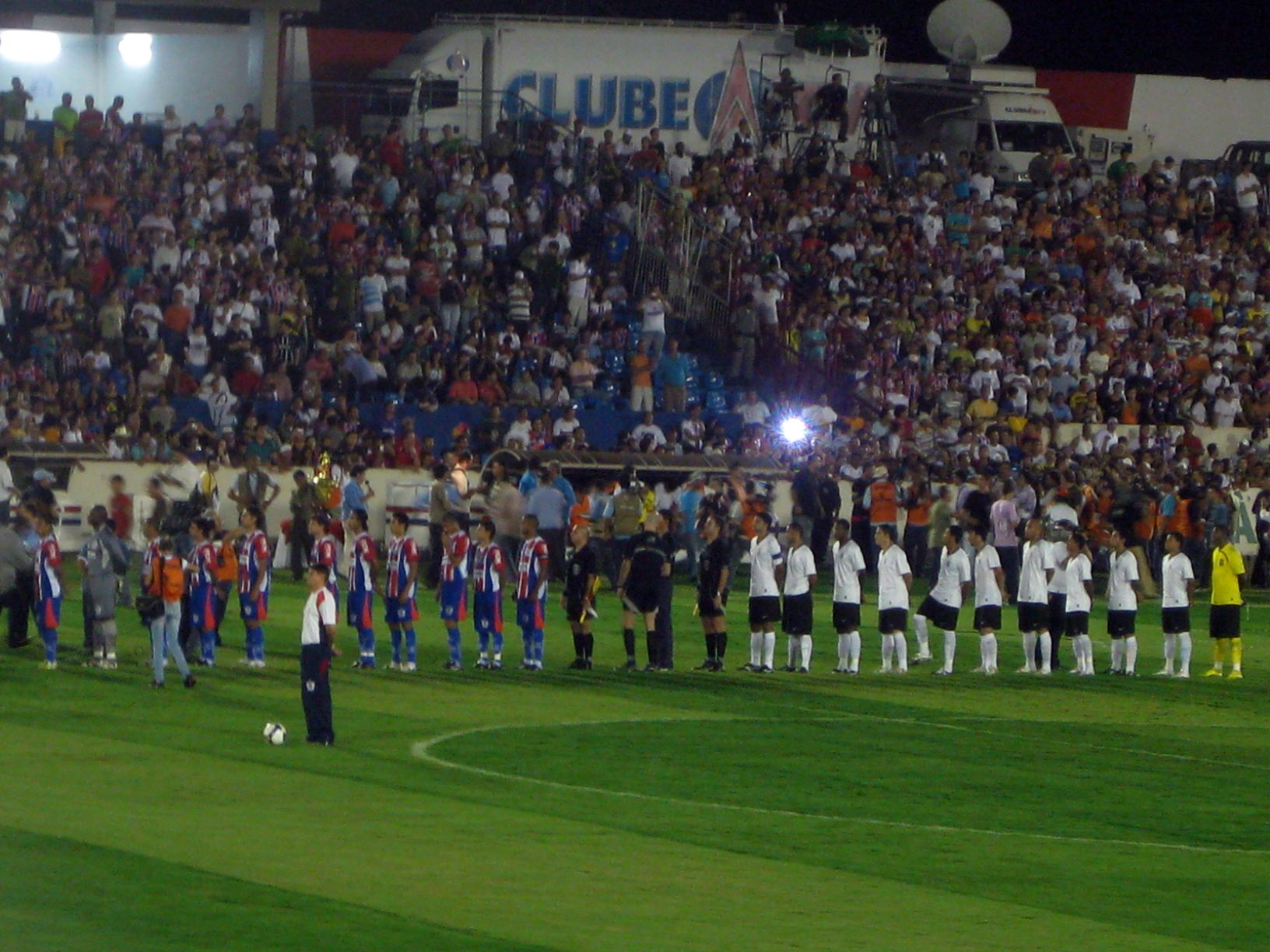
Itumbiara empfängt Corinthians mit Star Ronaldo im Pokal 2009

Das Heimstadion des "Giganten vom Tal" ist das städtische Estádio Juscelino Kubitschek de Oliveira, meist nur kurz J.K. genannt. Es ist nach Juscelino Kubitschek, dem Präsidenten Brasiliens von 1956 bis 1961 benannt, der als Erbauer von Brasília in die Geschichte einging. Das 1977, nach nur neun Monaten Bauzeit eröffnete Vielzweckstadion hat eine Kapazität von 20.000 Zusehern.
Zum Eröffnungsspiel am 12. Oktober 1977 gegen Vasco da Gama aus Rio de Janeiro, das 0:0 endete, kamen 41,235 Zuseher, was bis dato Rekord ist.

### Zuschauerzahlen
In den 6 Spielen der Série C 2007 hatte der Verein einen Zuschauerschnitt von 2.850, ansprechend aber nicht an der Spitze,  bei Eintrittspreisen von durchschnittlich knapp 3 BRL.  Der Negativrekord wurde nicht ganz erreicht als Itumbiara bei einer Auswärtspartie bei Guará im Bundesdistrikt nur 18 Zuseher anzog. Zwei andere Spiele hatten nur 16 bzw. 13 Zuseher.
2008 betrug der Zuschauerschnitt bei ebenso nur sechs Partien nur 1030, was wohl etwas damit zu tun gehabt haben mag, dass der Durchschnittseintrittspreis auf knapp unter 7 BRL angestiegen war.
2007 und 2008 betrug der Wechselkurs ca. BRL 1,00 = EUR 0,33.

## Erfolge
- Staatsmeisterschaft von Goiás: 2008

## Bekannte Spieler
- Túlio Maravilha
- Adílio
- Denílson
- Beto